# José Joaquín Martínez
José Joaquín Martínez Valadéz  (Ciudad de México; 22 de febrero de 1987), más conocido como El Shaggy es un exfutbolista y director técnico mexicano, jugaba de lateral derecho. 

## Trayectoria
Jugador promesa, debutado por el Club América el torneo Apertura 2008, y que en las apariciones que tuvo demostró que era un futbolista muy rápido, de fútbol vertiginoso y desequilibrante por el sector derecho, con formación americanista desde la escuela de fútbol, aunque también pasó por el extinto Zacatepec, fue escalando en las distintas categorías formativas, pasando por las divisiones profesionales. Seleccionado juvenil mexicano. Luis Fernando Tena lo promovió al primer equipo en el apertura 2007. Sin embargo Ramón Ángel Díaz es quien lo debuta y le da más minutos de juego en el Apertura 2008. Se presenta en la fecha 5 del apertura 2008 en el Estadio Azteca, tuvo más actividad en la parte final de la temporada siendo una grata revelación, aunque nunca pudo hacerse de la titularidad y por una baja de juego fue cedido al Club Necaxa que se encontraba en el extinto Ascenso MX al iniciar el 2012. Para el apertura 2015 es contratado por el C. F. Pachuca en el draft de Ascenso MX. En su segundo torneo fue campeón de Primera División con los Tuzos. Después pasó por Zacatecas y Monarcas Morelia, cuando este club fue cambiado de franquicia a Mazatlán FC pasó al Cruz Azul, donde contribuyó a otro título de Liga después de 23 años y medio de sequía, allí en el equipo cementero anunció su retiro. 

### Clubes
| C. A. Zacatepec               | México        | 2006          | 14  | 3  | 0.21 |  |  |  |  |  |  |
| Socio Águila F. C.            | México        | 2007-09       | 36  | 2  | 0.06 |  |  |  |  |  |  |
| C. América                    | México        | 2009-12       | 42  | 1  | 0.02 |  |  |  |  |  |  |
| C. Necaxa                     | México        | 2012-15       | 107 | 5  | 0.05 |  |  |  |  |  |  |
| C. F. Pachuca                 | México        | 2015-16       | 42  | 1  | 0.03 |  |  |  |  |  |  |
| Mineros de Zacatecas (Cedido) | México        | 2016-17       | 24  | 0  | 0    |  |  |  |  |  |  |
| C. F. Pachuca                 | México        | 2017-19       | 49  | 2  | 0.04 |  |  |  |  |  |  |
| Monarcas Morelia              | México        | 2019-20       | 33  | 2  | 0.06 |  |  |  |  |  |  |
| Cruz Azul                     | México        | 2020-23       | 11  | 0  | 0    |  |  |  |  |  |  |
| Total carrera                 | Total carrera | Total carrera | 359 | 18 | 0.04 |  |  |  |  |  |  |

## Títulos

### Campeonatos nacionales
| Título               | Club      | País   | Año 2007 |
| -------------------- | --------- | ------ | -------- |
| Liga de Ascenso      | Necaxa    | México | 2014     |
| Primera División     | Pachuca   | México | 2016     |
| Primera División     | Cruz Azul | México | 2021     |
| Campeón de Campeones | Cruz Azul | México | 2020-21  |
| Supercopa de la Liga | Cruz Azul | México | 2022     |